# Pietra di Lud
La Pietra di Lud è una pietra verticale nella parrocchia di Bower in Caithness nelle Highlands scozzesi, a circa 6 km a sud di Castletown.

## Descrizione
La pietra sarebbe la lapide di Ljot, earl delle Orcardi normanne (X sec.). A circa tre metri dal livello del suolo, sembra più alta di quanto i Normanni usassero. È una delle più impressionanti pietre erette del Caithness. Per massa e dimensioni è comparabile con quelle dell'Anello di Brodgar nelle Orcadi. Una seconda pietra giace a terra a circa 30 m di distanza. Quando era eretta, si suppone che stesse dietro la prima guardando dalla direzione del tramonto al solstizio d'estate.
Il nome di Ljot è molto simile a Lot o Loth, il mitico re delle Orcadi e del Lothian nelle leggende arturiane. Charles Squire identifica Lot con dio britannico che nella mitologia gallese è noto come Lludd Llaw Eraint.